# 덱스터 (드라마)
《덱스터》(Dexter)는 미국의 케이블 채널 방송사 쇼타임을 통해 2006년 10월 1일부터 2013년 9월 22일까지 방영된 심리 스릴러 장르의 TV 드라마이다. 제프 린제이의 소설 《음흉하게 꿈꾸는 덱스터》를 바탕으로 제임스 마노스 주니어의 지휘 아래 제작되었다.
극중에서 마이애미 경찰국의 혈액분석가이자 연쇄살인범인 주인공인 덱스터 모건은 마이클 C. 홀이 맡았다.

## 같이 보기
- 미국 드라마의 목록